# Phlyctenosis asperata
Phlyctenosis asperata is een keversoort uit de familie van de boktorren (Cerambycidae). De wetenschappelijke naam van de soort werd in 1880 als Macrotoma asperata gepubliceerd door Charles Owen Waterhouse.